# Muse Communication
Muse Communication Co., Ltd. (también conocida simplemente como Muse) es una distribuidora y licenciante taiwanesa que se especializa en la distribución de anime. Con sede en el distrito de Xinzhuang, en la ciudad de Nueva Taipéi, la empresa también distribuye películas asiáticas y europeas en Taiwán. Tiene licencias de varias series de anime y tokusatsu populares como Shingeki no Kyojin, Sword Art Online, Kimetsu no Yaiba, JoJo's Bizarre Adventure, One Punch-Man, Re:Zero kara Hajimeru Isekai Seikatsu, Spy × Family, Saint Seiya, Pretty Cure, Kamen Rider, Super Sentai y muchas más.

## Historia
Fundada originalmente en 1987, la empresa se conocía anteriormente como Muse Cultural Enterprise Co., Ltd antes de convertirse en Muse Communication Co., Ltd. en 1992. Fukang Enterprise está a cargo de la distribución física, mientras que Eagle International Communication se encarga de la distribución de películas de acción real de Asia y Europa. 
Muse Communication (Hong Kong) se fundó en noviembre de 1997. Muse Animation (Shanghai) se fundó en enero de 2013. El 7 de agosto de 2018, Muse Communications comenzó a comercializar títulos selectos de su biblioteca en YouTube en Taiwán.
Muse Communication Singapore (también conocida como Muse Asia) fue fundada en marzo de 2019. En junio de 2019, lanzó Muse Asia, un canal de YouTube que ofrece anime con subtítulos en inglés y chino para audiencias en partes del Sudeste Asiático, este de Asia y el sur de Asia. Desde entonces, la compañía ha lanzado canales de YouTube localizados para audiencias de Indonesia, Malasia, Filipinas, Tailandia, Vietnam e India.
Hakken! es una marca minorista operada por Muse Communication Singapore que se especializa en merchandising de anime. El 16 de enero de 2021, inauguró su primera tienda minorista en Plaza Singapura, Singapur. La segunda tienda está ubicada dentro del centro comercial VivoCity, que también se encuentra en Singapur; se inauguró el 17 de julio de 2021. Hakken! posteriormente se expandió a Malasia a través de Shopee el 21 de octubre de 2021 como tienda en línea.

## Distribución

### Distribución física
Muse no publica directamente sus títulos en vídeo doméstico fuera de Taiwán, sino que otorga sublicencias a otras empresas como Dream Express (DEX) y, anteriormente, Rose Media and Entertainment para el mercado tailandés.

### Distribución digital y televisiva
Muse sublicencia títulos seleccionados para plataformas OTT y estaciones de TV en otras regiones atendidas. Las plataformas notables incluyen Netflix, Disney+, Animax Asia, Aniplus Asia (anteriormente), IQiyi, CATCHPLAY+, Bilibili, Viu, Tencent Video/WeTV, Sushiroll, Vidio y muchas más. En 2016, el servicio taiwanés de transmisión de anime Bahamut Anime Crazy comenzó a transmitir títulos de anime seleccionados de Muse, lo que marcó la primera vez que la compañía lanzó su catálogo de series y películas de forma gratuita en streaming. El 7 de agosto de 2018, Muse comenzó a distribuir episodios completos de series en YouTube para combatir la piratería, comenzando en Taiwán.

## Títulos notables distribuidos por Muse

### Series de anime
- 86: Eighty-Six
- Aikatsu Planet!
- Ano Hi Mita Hana no Namae o Bokutachi wa Mada Shiranai.
- Assassination Classroom
- Dungeon ni Deai o Motomeru no wa Machigatteiru Darō ka
- Fairy Tail
- Goblin Slayer
- Gochūmon wa Usagi Desu ka?
- Golden Kamuy
- Hunter × Hunter
- Hyōka
- JoJo's Bizarre Adventure
- Kaguya-sama: Love Is War
- Kanojo, Okarishimasu
- Kimetsu no Yaiba
- Love Live!
- Made in Abyss
- Majo no Tabitabi
- Mushoku Tensei: Isekai Ittara Honki Dasu
- One Punch-Man
- Pretty Cure
- Puella Magi Madoka Magica
- Re:Zero kara Hajimeru Isekai Seikatsu
- Seishun Buta Yarō
- Shingeki no Kyojin
- Sono Bisque Doll wa Koi o Suru
- Sōsō no Frieren
- Spy × Family
- Sword Art Online
- Tenchi souzou design-bu
- Tengen Toppa Gurren-Lagann
- Tensei Shitara Slime Datta Ken
- To Aru Kagaku no Accelerator
- To Aru Majutsu no Index
- Tokyo Revengers
- Yōkoso Jitsuryoku Shijō Shugi no Kyōshitsu e

### Seriestokusatsu
- Kamen Rider
- Super Sentai

### Videojuegos
- Street Fighter 6